# اندیس چاه سورمه چال
چاه سورمه چال یک اندیس فلزی است که در حوالی شهر ملایر استان همدان قرار دارد و مادهٔ معدنی موجود در آن، سرب و روی است.  